# Przemieszczenie (fizyka)

Przemieszczenie (wektor przesunięcia) – wektor łączący położenie początkowe z końcowym. Dla dowolnego ruchu krzywoliniowego wartość tego wektora jest mniejsza bądź równa drodze pokonanej przez ciało. Równość ma miejsce wówczas, gdy promień krzywizny toru dąży do nieskończoności (ruch prostoliniowy).
Jeżeli punkt materialny porusza się od położenia A do położenia B, jego przemieszczenie przedstawia wektor {\displaystyle {\vec {AB}}.} Tor ruchu punktu materialnego w ruchu krzywoliniowym nie pokrywa się z wektorem przemieszczenia {\displaystyle {\vec {AB}},} a droga {\displaystyle S,} będąca długością tego fragmentu toru, jest większa lub równa wartości przemieszczenia.